# Jughandle

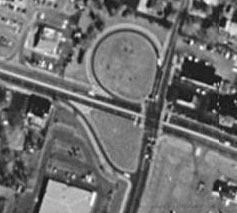
Konstruktion aus Jughandles – unten Standard „Typ A“, oben Schleifenrampe „Typ C“ – auf der New Jersey Route 35 in Hazlet Township, New Jersey, USA.

Jughandle vom „Typ A“

Ein Jughandle (deutsch Teekannengriff) ist ein Straßenstück ähnlich einer Verbindungsrampe, die Linksabbieger höhengleicher Verkehrsknoten nach rechts leitet und ihnen das indirekte Linksabbiegen ermöglicht. Dies kann, von der Art des Jughandles abhängig, vor oder hinter der Straßenkreuzung erfolgen. Jughandles zählen zu den unkonventionellen Verkehrsknoten und werden auch als Jersey left bezeichnet, da sie im US-Bundesstaat New Jersey gehäuft Verwendung fanden.
Das New Jersey Department of Transportation definiert Jughandles mit drei Typen: „Typ A“ ist die gewöhnliche Ausfahrrampe vor der Kreuzung. „Typ B“ ist eine Wenderampe ohne Querstraße oder einseitig gegenüber T-förmigen Verkehrsknoten angewandte 90-Grad-Kurve, die gerade auf die querende Straße führt und ebenfalls zum Wenden benutzt werden kann. „Typ C“ ist die Schleifenrampe, die nach der Kreuzung per indirektem Linksabbiegen, vergleichbar dem Kleeblatt auf die querende Straße führt.
Dabei wird der abbiegende Verkehr in eine rechtsliegende 270°-Schleifenrampe auf die Kreuzung zurück in den Verkehr der querenden Straße geleitet.

## Bestehende Verkehrsknoten mit Jughandles

### USA
US-Bundesstaaten, die Jughandles überwiegend einsetzten, sind New Jersey, Pennsylvania, Connecticut, Delaware, the District of Columbia, Ohio, Massachusetts, Michigan, Missouri, New York, New Hampshire, Wisconsin, und Vermont. Jughandles sind besonders New Jersey zugeordnet.
New Jersey
- In New Jersey gibt es allein auf der NJ-Route 31 zehn Jughandles.
- Bei vier Jughandles entfallen alle Linksabbieger und ein höhengleiches Kleeblatt entsteht wie in Toms River, New Jersey an der Kreuzung der Bay Avenue und der Hooper Avenue bei 39° 58′ 44″ N, 74° 10′ 58″ W. Diese Kreuzung schaltet nur zwei Richtungen auf der Ampel.

Pennsylvania
- Ein Beispiel für ein Jughandle in Pennsylvania liegt am Ridge Pike und der Alan Wood Road in Conshohocken. (40° 6′ 1″ N, 75° 18′ 9″ W)

US-Bundesstaaten, die wenige Jughandles errichtet haben
- Michigan hat ein Jughandle an der Kreuzung des Dix Toledo Highway mit der Northline Road in Southgate. (42° 12′ 47″ N, 83° 11′ 43″ W)
- North Carolina hat Jughandle zwischen der Patton Avenue und der Clingman Avenue südwestlich in Asheville. Fahrzeuge auf der Patton Avenue in Richtung Westen dürfen nicht links in die Clingman Avenue einbiegen. (35° 35′ 35″ N, 82° 33′ 45″ W)
- Oregon hat jüngere Jughandles am Bend Parkway und an der südwestlichen Powers Road in Bend errichtet. (44° 1′ 42″ N, 121° 19′ 2″ W, 44° 1′ 46″ N, 121° 18′ 51″ W)
- Im Oktober 2012 wurde ein Jughandle in Oregon City fertiggestellt.[7][8]
- Auf Rhode Island gibt es im südlichen Teil ein paar Jughandles auf der U.S. Route 1. (41° 28′ 53″ N, 71° 27′ 33″ W, 41° 27′ 22″ N, 71° 28′ 7″ W).
- South Carolina hat an der U.S. Route 17 Jughandles auf Höhe der Halbinsel Charleston, die auch „Crosstown“ genannt wird. Sie liegen zwischen King Street und Spring Street in beiden Fahrtrichtungen.
- Virginia eröffnete ein Jughandle im Mai 2011 an der Kreuzung der U.S. Route 29 mit der U.S. Route 460 am Concord Turnpike in Lynchburg. Damit wurde die Verbindung zum Abschnitt der U.S. Route 460 hergestellt, der bis Mitte der ersten Dekade der 2000er Jahre ein Teil der U.S. Route 29 – Lynchburg Bypass war. (37° 23′ 9″ N, 79° 6′ 3″ W).[9]

### Deutschland

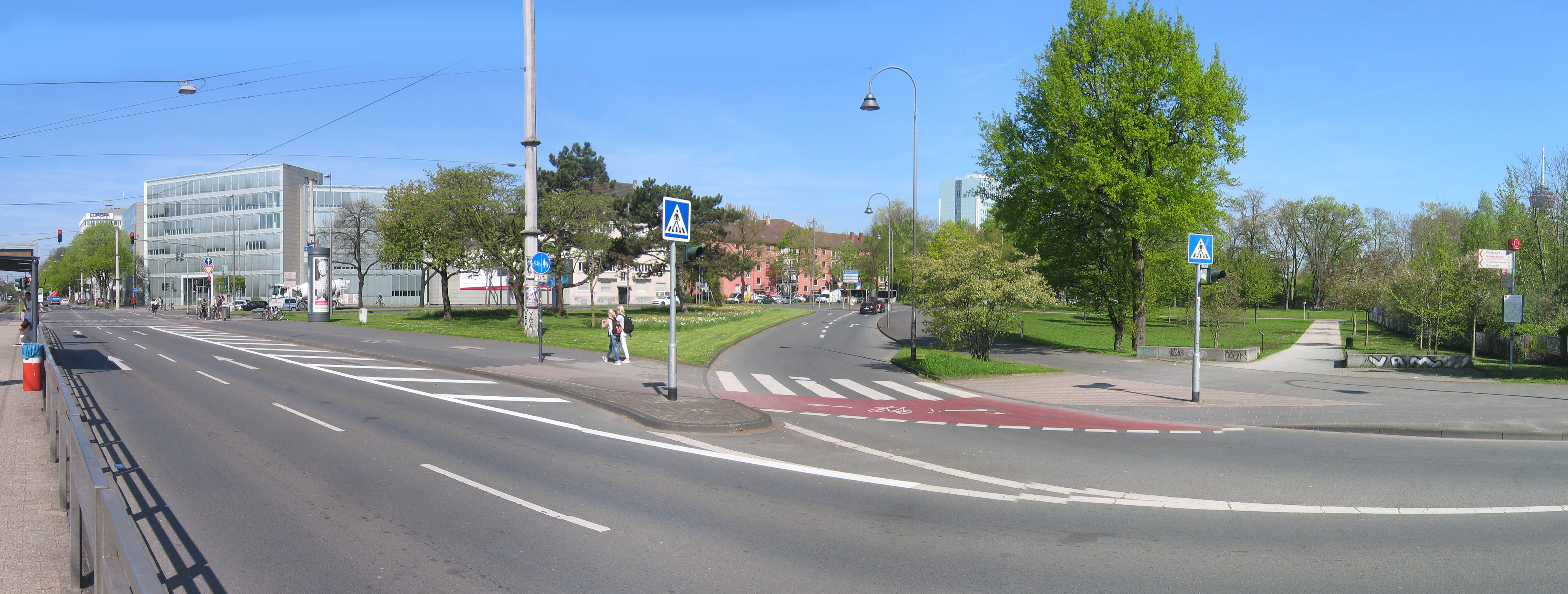
Jughandle B-Type in Köln
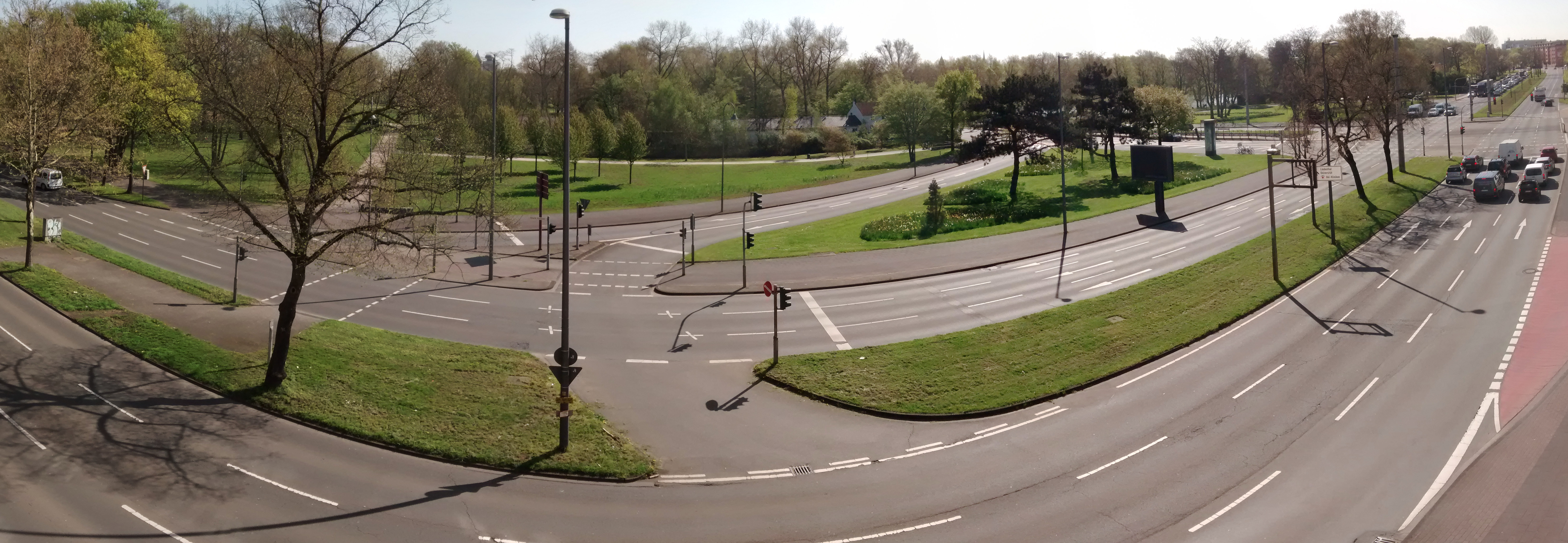
Jughandle B und C-Type  in Köln

In Köln
- Aachener Straße zur Universitätsstraße, 50° 56′ 9″ N, 6° 55′ 31″ O
- Innerer Grüngürtel zur Inneren Kanalstraße und Subbelrather Straße, 50° 56′ 57″ N, 6° 56′ 2″ O

In Düsseldorf
- Nördliche Völklinger Straße (B 1) zur östlichen Fährstraße, 51° 12′ 24″ N, 6° 45′ 23″ O
- Burgunderstraße (L 137) zur Eupener Straße (L 390), 51° 13′ 44″ N, 6° 41′ 58″ O

In Frankfurt am Main
- Ginnheimer Landstraße (K 809) zur Frauenlobstraße, 50° 7′ 54″ N, 8° 38′ 44″ O

Die Hauptstraße setzt sich auf die Franz-Rücker-Allee in Richtung Süden fort. Rechtsabbieger auf die Ginnheimer Landstraße und Linksabbieger in die Frauenlobstraße benutzen den Jughandle, wobei dieser zusätzlich in  die Zufahrt zu den Universitäts-Sportanlagen mündet.

## Historisches
Jughandles wurden erstmals in der New York Times vom 14. Juni 1959 erwähnt, als über gebaute Jughandles auf der US 46 in Montville, der US 22 zwischen North Plainfield und Bound Brook sowie auf der Route 35 bei Monmouth Park Racetrack berichtet wurde.
Anfang 1960 hatte New Jersey 160 Jughandles, die überwiegend vor der jeweiligen Straßenkreuzung den abbiegenden Verkehr ausleiteten. Das 160. war auf der U.S. Route 1 zwischen New Brunswick und Trenton.

## Beschilderung

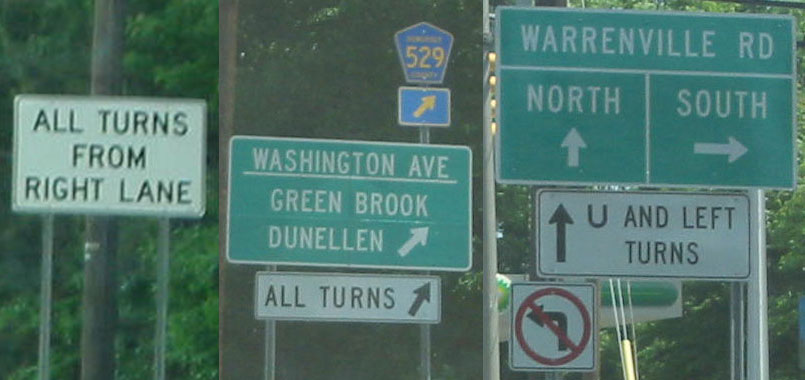
Vorwegweiser für Jughandles auf New Jersey state highways.

Auf New Jersey State Highways und Pennsylvania State Highways ist vor dem Jughandle ein weißes Verkehrszeichen All turns from right lane (≈ Alle Abbieger rechte Spur) angebracht. Jedes Jughandle wird durch eine weiße Tafel All turns oder U and left turns unter dem grünen Vorwegweiser angezeigt, wenn es sich beim Jughandle um eine Schleifenrampe handelt.
Auf lokal verwalteten Straßen und in anderen Staaten können Jughandles für ortsunkundige Verkehrsteilnehmer willkürlich und verwirrend beschriftet sein.
Auf der Pennsylvania State Route 61 sind Jughandles generell mit All Turns ↑→ (Alle Abbieger – gefolgt von einem Pfeil nach oben und nach rechts) beschriftet.

## Eigenschaften
- Sicherheit
  - Jughandles nehmen Linksabbieger aus den Fahrspuren des Durchgangsverkehrs.
  - Sie leiten Linksabbieger am Gegenverkehr vorbei und können so eine eventuelle Yellow Trap der Ampelanlage unschädlich machen.
  - Sie verkürzen die Fußgängerfurten um die entfallenen Abbiegefahrstreifen.
  - Sie entfernen den vierten Konflikt vierarmiger Verkehrsknoten, indem sie die Linksabbieger der Hauptrichtungen auf die Nebenrichtungen verlagern.
  - Sie reduzieren die Konflikte von Rechtsabbiegern mit Fußgängern und Radfahrern am Hauptknoten.
- Funktion
  - Jughandles reduzieren die Wartezeiten der gesamten Kreuzung durch das Entfallen der Linksabbieger.
  - Sie bieten wartenden Abbiegern längere Vorsortierbereiche.
  - Sie verringern die Schleppkurven wendender Fahrzeuge.